# Света породица (хрватски филм)
Света породица (хрв. Sveta obitelj ) је хрватски филм из 2023. године у режији Влатке Воркапић са Луном Пилић и Иваном Чуићем у главним улогама. Публици у Србији је премијерно приказан на 52. филмском фестивалу ФЕСТ, где је награђен наградом за најбољи европски филм по оцени публике и наградом за најбољи сценарио. Приказан је на филмском фестивалу у Сао Паолу. Филм је објављен 7. децембра 2023. године у биоскопима широм Хрватске.
Филм је настао у мањинској копродукцији са српском продукцијом Зилион филм. Ово је други филм редитељке Влатке Воркапић након њеног дебитантског филма Соња и бик објављеног 2012. године. На овом филму редитељка поново сарађује са глумицом Јудитом Франковић Брдар, протагонисткињом свог првог филма.

## Радња
Удаја за сина богатог сеоског газде наизглед је испуњење снова младе надничарке. Брак с момком који је оптерећен, за село у којем живи, срамотном тајном, због које је талац болесно традиционалне и побожне мајке и бескрупулозног али шармантног оца, за надничарку ће бити замка лажи, мрачне пожуде, традиционализма и девијантне побожности. Када схвати да је изабрана само да попуни слику њихове "свете породице", ситуација измиче контроли а слика постаје ругло.

## Улоге

### Главне улоге
| Глумац                 | Улога |
| ---------------------- | ----- |
| Луна Пилић             | Јања  |
| Иван Чуић              | Ива   |
| Никола Ђуричко         | Марко |
| Јудита Франковић Брдар | Нота  |
| Анита Матић Делић      | Ана   |
| Сандра Лончарић        | Манда |
| Александар Цвјетковић  | Милан |